# ATP Wembley

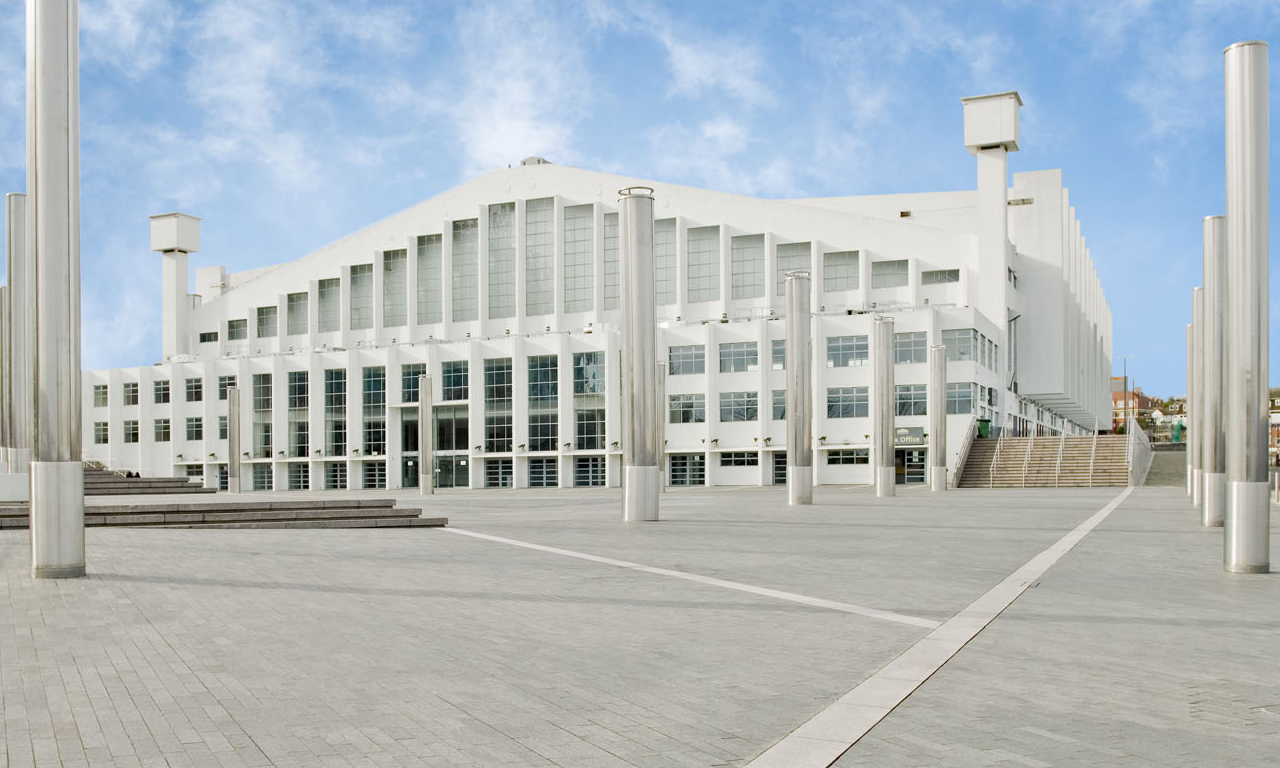
Die Wembley Arena, die Veranstaltungshalle des Turniers

Das Hallenturnier von Wembley (offiziell Wembley Championship; auch bekannt unter diversen Sponsornamen, zuletzt Benson & Hedges Championships) war ein HerrenTennisturnier, das von 1934 bis 1990 im Londoner Stadtteil Wembley ausgetragen wurde. Veranstaltet wurde das Turnier in der Wembley Arena, die zwischen 1934 und 1978 Wembley Empire Pool hieß. Jede Austragung wurde auf Indoor-Teppichbelägen gespielt.

## Geschichte
Das Turnier war vor 1968 ein Profi-Turnier und unter diesen eines der angesehensten. Gemeinsam mit den French Pro Championships in Paris und den U.S. Pro Tennis Championships in verschiedenen Standorten in den USA war es eines der drei „Profi-Grand-Slam-Turniere“, den Professional World Singles Tournaments. Nach 1968 in der Open Era verlor es diesen Status, aber wurde ab 1970 Teil des Grand Prix Tennis Circuit, dem Vorläufer der ATP Tour. Innerhalb dieser Tour war es von 1970 bis 1984 Teil der Grand Prix Championship Series, vergleichbar mit der heutigen ATP Tour Masters 1000. Im Jahr 1990 war das Turnier noch Teil der ATP Tour, bevor das Turnier nach über fünfzig Jahren eingestellt wurde.

## Siegerliste
Rekordsieger des Turniers sind Ken Rosewall und Rod Laver, die beide das Turnier in den 1960er Jahren sechsmal gewinnen konnten; Rosewall hält mit fünf Titeln den Rekord innerhalb der Profi-Ära. Im Doppelbewerb, der ab 1970 ausgetragen wurde, war John McEnroe am erfolgreichsten. Er gewann mit verschiedenen Partnern insgesamt sechsmal, fünfmal davon mit seinem Standarddoppelpartner Peter Fleming.

### Einzel
| 1990                         | Jakob Hlasek (2)    | Michael Chang   | 7:6, 6:3                |
| 1989                         | Michael Chang       | Guy Forget      | 6:2, 6:1, 6:1           |
| 1988                         | Jakob Hlasek (1)    | Jonas Svensson  | 6:7, 3:6, 6:4, 6:0, 7:5 |
| 1987                         | Ivan Lendl (3)      | Anders Järryd   | 6:3, 6:2, 7:5           |
| 1986                         | Yannick Noah        | Jonas Svensson  | 6:2, 6:3, 6:7, 4:6, 7:5 |
| 1985                         | Ivan Lendl (2)      | Boris Becker    | 6:7, 6:3, 4:6, 6:4, 6:4 |
| 1984                         | Ivan Lendl (1)      | Andrés Gómez    | 7:6, 6:2, 6:1           |
| 1983                         | John McEnroe (5)    | Jimmy Connors   | 7:5, 6:1, 6:4           |
| 1982                         | John McEnroe (4)    | Brian Gottfried | 6:3, 6:2, 6:4           |
| 1981                         | Jimmy Connors       | John McEnroe    | 3:6, 2:6, 6:3, 6:4, 6:2 |
| 1980                         | John McEnroe (3)    | Gene Mayer      | 6:4, 6:3, 6:3           |
| 1979                         | John McEnroe (2)    | Harold Solomon  | 6:3, 6:4, 7:5           |
| 1978                         | John McEnroe (1)    | Tim Gullikson   | 6:7, 6:4, 7:6, 6:2      |
| 1977                         | Björn Borg          | John Lloyd      | 6:4, 6:4, 6:3           |
| 1976                         | Jimmy Connors       | Roscoe Tanner   | 3:6, 7:6, 6:4           |
| 1972–1975: abgesagt          |                     |                 |                         |
| 1971                         | Ilie Năstase        | Rod Laver       | 3:6, 6:3, 3:6, 6:4, 6:4 |
| 1970                         | Rod Laver (6)       | Cliff Richey    | 6:3, 6:4, 7:5           |
| 1969                         | Rod Laver (5)       | Tony Roche      | 6:4, 6:1, 6:3           |
| 1968                         | Ken Rosewall (6)    | John Newcombe   | 6:4, 4:6, 7:5, 6:4      |
| ↑ Open Era ↑                 |                     |                 |                         |
| 1967                         | Rod Laver (4)       | Ken Rosewall    | 2:6, 6:1, 1:6, 8:6, 6:2 |
| 1966                         | Rod Laver (3)       | Ken Rosewall    | 6:2, 6:2, 6:3           |
| 1965                         | Rod Laver (2)       | Andrés Gimeno   | 6:2, 6:3, 6:4           |
| 1964                         | Rod Laver (1)       | Ken Rosewall    | 7:5, 4:6, 5:7, 8:6, 8:6 |
| 1963                         | Ken Rosewall (5)    | Lew Hoad        | 6:4, 6:2, 4:6, 6:3      |
| 1962                         | Ken Rosewall (4)    | Lew Hoad        | 6:4, 5:7, 15:13, 7:5    |
| 1961                         | Ken Rosewall (3)    | Lew Hoad        | 6:3, 3:6, 6:2, 6:3      |
| 1960                         | Ken Rosewall (2)    | Pancho Segura   | 5:7, 8:6, 6:1, 6:3      |
| 1959                         | Mal Anderson        | Pancho Segura   | 4:6, 6:4, 3:6, 6:3, 8:6 |
| 1958                         | Frank Sedgman (2)   | Tony Trabert    | 6:4, 6:3, 6:4           |
| 1957                         | Ken Rosewall (1)    | Pancho Segura   | 1:6, 6:3, 6:4, 3:6, 6:4 |
| 1956                         | Pancho Gonzales     | Frank Sedgman   | 4:6, 11:9, 11:9, 9:7    |
| 1954–1955: nicht ausgetragen |                     |                 |                         |
| 1953                         | Frank Sedgman (1)   | Pancho Gonzales | 6:1, 6:2, 6:2           |
| 1952                         | Pancho Gonzales (3) | Jack Kramer     | 3:6, 3:6, 6:2, 6:4, 7:5 |
| 1951                         | Pancho Gonzales (2) | Pancho Segura   | 6:2, 6:2, 2:6, 6:4      |
| 1950                         | Pancho Gonzales (1) | Welby Van Horn  | 6:3, 6:3, 6:2           |
| 1949                         | Jack Kramer         | Bobby Riggs     | 2:6, 6:4, 6:3, 6:4      |
| 1940–1948: nicht ausgetragen |                     |                 |                         |
| 1939                         | Don Budge           | Round Robin     | Round Robin             |
| 1938a                        | Hans Nüsslein (2)   | Bill Tilden     | 7:5, 3:6, 6:3, 3:6, 6:2 |
| 1937                         | Hans Nüsslein (1)   | Bill Tilden     | 6:3, 3:6, 6:3, 2:6, 6:2 |
| 1936a                        | Ellsworth Vines (3) | Hans Nüsslein   | 6:4, 6:4, 6:2           |
| 1935                         | Ellsworth Vines (2) | Bill Tilden     | 6:1, 6:3, 5:7, 3:6, 6:3 |
| 1934                         | Ellsworth Vines (1) | Round Robin     | Round Robin             |

a Der Status der Wembley Championships von 1936 und 1938 ist unklar. Diese Turniere werden nicht in allen Quellen angegeben, zudem ist auffällig, dass gerade in diesen Jahren die britische Presse nicht über die Turniere berichtete. Es könnte sein, dass es sich einfach nur um zwei Matches zwischen Nüsslein und Vines bzw. Tilden gehandelt hat.

### Doppel
| Jahr                         | Sieger                             | Finalgegner                       | Finalergebnis     |
| ---------------------------- | ---------------------------------- | --------------------------------- | ----------------- |
| 1990                         | Jim Grabb Patrick McEnroe          | Rick Leach Jim Pugh               | 7:6, 4:6, 6:3     |
| 1989                         | Jakob Hlasek John McEnroe (6)      | Jeremy Bates Kevin Curren         | 6:1, 7:6          |
| 1988                         | Ken Flach Robert Seguso            | Marty Davis Brad Drewett          | 7:5, 6:2          |
| 1987                         | Miloslav Mečíř Tomáš Šmíd          | Ken Flach Robert Seguso           | 7:5, 6:4          |
| 1986                         | John McEnroe (5) Peter Fleming (5) | Sherwood Stewart Kim Warwick      | 3:6, 7:6, 6:2     |
| 1985                         | Anders Järryd Guy Forget           | Boris Becker Slobodan Živojinović | 7:5, 4:6, 7:5     |
| 1984                         | Andrés Gómez Ivan Lendl            | Pavel Složil Tomáš Šmíd           | 6:2, 6:2          |
| 1983                         | Peter Fleming (4) John McEnroe (4) | Steve Denton Sherwood Stewart     | 6:3, 6:4          |
| 1982                         | Peter Fleming (3) John McEnroe (3) | Heinz Günthardt Tomáš Šmíd        | 7:6, 6:4          |
| 1981                         | Sherwood Stewart Ferdi Taygan      | Peter Fleming John McEnroe        | 7:5, 6:7, 6:4     |
| 1980                         | Peter Fleming (2) John McEnroe (2) | Bill Scanlon Eliot Teltscher      | 7:5, 6:3          |
| 1979                         | Peter Fleming (1) John McEnroe (1) | Tomáš Šmíd Stan Smith             | 6:2, 6:3          |
| 1978                         | nicht ausgetragen                  | nicht ausgetragen                 | nicht ausgetragen |
| 1977                         | Sandy Mayer Frew McMillan          | Brian Gottfried Raúl Ramírez      | 6:3, 7:6          |
| 1976                         | Stan Smith (2) Roscoe Tanner       | Wojciech Fibak Brian Gottfried    | 7:6, 6:3          |
| 1971–1975: nicht ausgetragen |                                    |                                   |                   |
| 1970                         | Ken Rosewall Stan Smith (1)        | Ilie Năstase Ion Țiriac           | 6:4, 6:3, 6:2     |